# Sorex neomexicanus
Sorex neomexicanus е вид бозайник от семейство Земеровкови (Soricidae).

## Разпространение
Видът е разпространен в САЩ (Ню Мексико).